# 長腿蝠科
長腿蝠科（學名：Natalidae），又稱筒耳蝠科，是哺乳綱翼手目的一科，包含3屬10種，全部分佈於中南美洲。